# Valentín Rodríguez
Diego Valentín Rodríguez Alonso (ur. 13 czerwca 2001 w Montevideo) – urugwajski piłkarz występujący na pozycji lewego obrońcy lub lewego pomocnika, od 2025 roku zawodnik emirackiego Al-Wasl.